# محمد الشناوی
محمد الشناوی (عربی: محمد الشناوي؛ زادهٔ ۱۸ دسامبر ۱۹۸۸) بازیکن فوتبال اهل مصر است.
از باشگاه‌هایی که در آن بازی کرده‌است می‌توان به باشگاه ورزشی الاهلی مصر اشاره کرد.